# Sportåret 1805

## Händelser

### Boxning

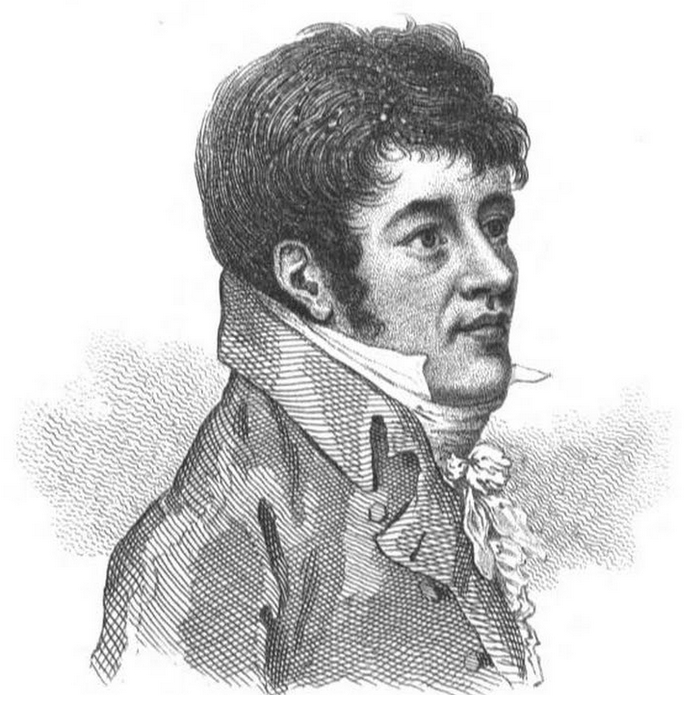
Hen Pearce.

- 7 januari – Tom Cribb besegrar George Maddox i Wood Green. Matchen varar i två timmar och tolv minuter över 76 ronder.[1]

- 15 februari – Tom Cribb besegrar Tom Blake i Blackheath. Matchen varar i en och en halv timme över 20 ronder.[1]

- 11 mars – Hen Pearce besegrar Elias Spray i Moulsey Hurst och gör anspråk på den engelska mästerskapstiteln i tungvikt. Matchen varar i 35 minuter över 29 ronder.[2]

- 27 april – Hen Pearce besegrar Tom Carte eller Stephen Carte i Shepperton Common och gör anspråk på den engelska mästerskapstiteln i tungvikt. Matchen varar i 35 minuter över 25 ronder.[2]

- 21 maj
  - Tom Cribb besegrar Ikey Pig i Blackheath. Matchen varar i 30 minuter över elva ronder.[1]
  - Bill Richmond besegrar Youssop i Blackheath. Matchen varar i sex ronder.[3]

- 8 juli – Bill Richmond besegrar Jack Holmes i Cricklewood Green eller Kilburn. Matchen varar i 39 minuter över 26 ronder.[3]

- 20 juli – George Nichols besegrar Tom Cribb i Blackwater. Matchen varar i en och en halv timme över 52 ronder.[1]

- Augusti – John Gully besegrar Corporal Guardsman i London.[4]

- 8 oktober
  - Hen Pearce besegrar John Gully i Hailsham och gör anspråk på den engelska mästerskapstiteln i tungvikt. Matchen varar i en timme och 17 minuter över 64 ronder.[2]
  - Tom Cribb besegrar Bill Richmond i Hailsham. Matchen varar i en och en halv timme.[1]

- 6 december – Hen Pearce besegrar Jem Belcher nära Doncaster och tar därmed över den engelska mästerskapstiteln i tungvikt. Matchen varar i 35 minuter över 18 ronder.[2]

### Hastighetsåkning på skridskor
- Okänt datum – Det första skridskoloppet för damer i Nederländerna hålls i Leeuwarden.[5]

### Hästsport
- Okänt datum – Engelskan Alicia Meynell besegrar den manliga jockeyn Buckle.[5]